# Hakuin Ekaku

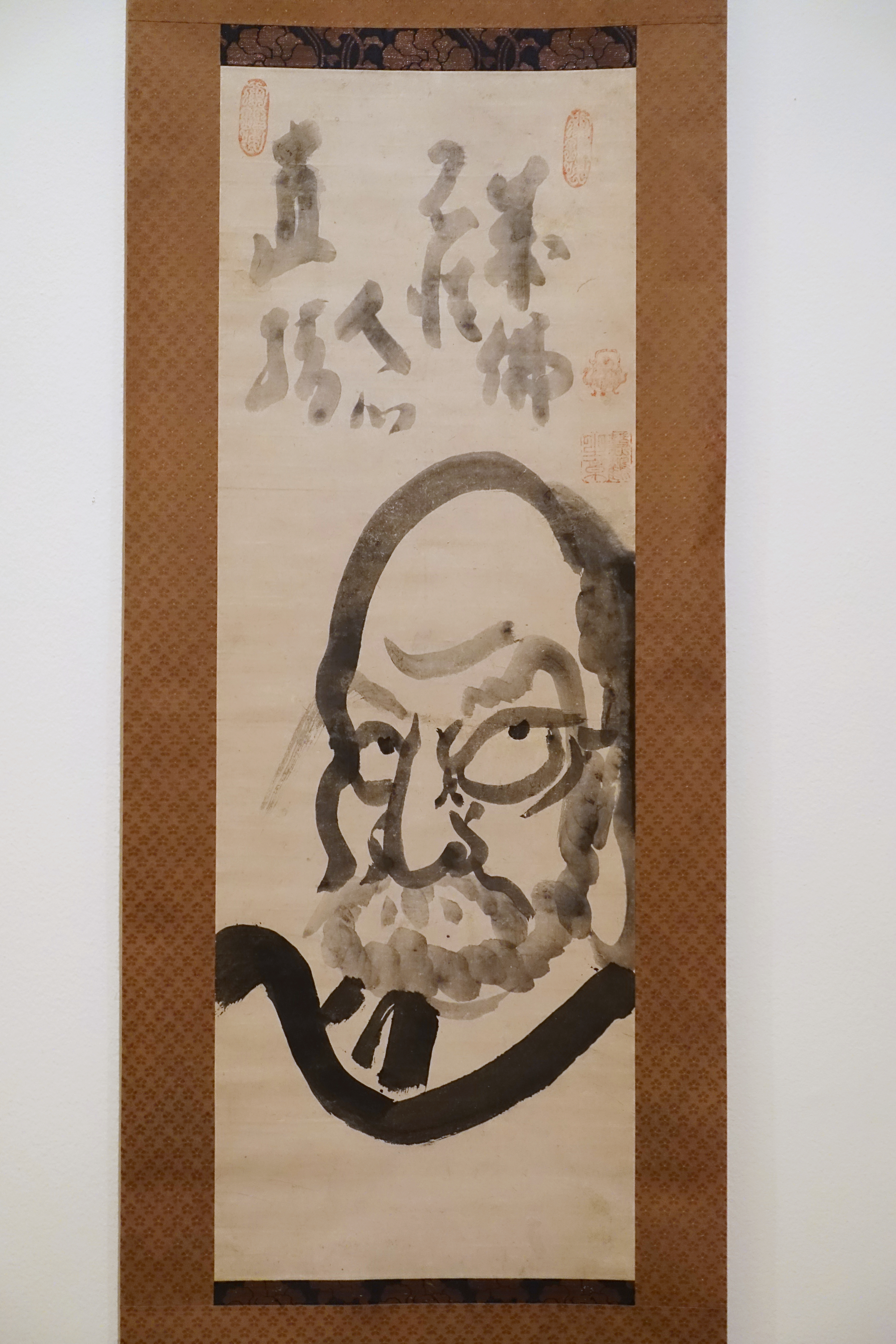
Daruma, peinture de Hakuin.

Hakuin Ekaku (白隠 慧鶴 Hakuin Ekaku, 1685 ou 1686 -1769) fut l'une des figures les plus influentes du bouddhisme zen japonais. Il transforma l'école de Rinzai, alors une tradition sur le déclin sans pratique rigoureuse, en une tradition centrée sur une méditation acharnée et la pratique des kōan.

## Biographie

### Enfance
Hakuin naquit en 1685 ou 1686 dans le petit village d'Hara, au pied du mont Fuji. Sa mère était une fervente bouddhiste Nichiren, et il est probable que sa piété ait eu une influence majeure sur la décision d'Hakuin de devenir moine bouddhiste. Enfant, Hakuin entendit le discours d'un moine Nichiren sur le sujet des Huit Enfers Brûlants. Ce discours impressionna le jeune Hakuin, qui développa une peur panique de l'enfer et chercha un moyen de l'éviter. Il parvint à la conclusion de la nécessité de devenir moine.

### Première formation
À l'âge de quinze ans, il obtint le consentement de ses parents d'entrer dans les ordres, et fut ordonné au temple Zen local, Shōen-ji. Quand le maître de ce temple tomba malade, Hakuin fut envoyé dans un temple voisin, Daisho-ji, où il servit comme novice pendant trois ou quatre ans et étudia des textes bouddhistes. Ce fut au Daisho-ji qu'il lut le Sūtra du Lotus, considéré par beaucoup au Japon comme le plus important des sūtras bouddhistes, et le trouva fort décevant, disant qu'« il n'[était] composé que de simples histoires portant sur des causes et leurs effets ».
À dix-neuf ans, il lut au cours de ses études l'histoire du maître zen chinois Yen-t'ou, qui avait été brutalement tué par des bandits. Cette lecture laissa Hakuin désemparé : même un grand moine ne pouvait espérer éviter une mort violente dans cette vie ! Comment, dès lors, un simple moine comme lui pourrait-il espérer échapper aux tourments de l'enfer ? Songeant à cela, il se détourna de son projet de devenir un moine ayant atteint l'éveil. Mais peu désireux de rentrer chez lui, honteux d'avoir abandonné sa quête de l'éveil, il commença à errer, tout en s'intéressant à la littérature et à la poésie. Mais, alors qu'il étudiait avec le moine et poète Bao, il eut une expérience qui le remit sur le chemin de la vie monastique : il vit, empilés dans la cour du temple, un grand nombre de livres de toutes les écoles bouddhistes. Frappé par la vue de tous ces ouvrages, Hakuin pria les dieux du Dharma de l'aider à choisir un chemin. Il prit un livre dans le tas : c'était un recueil d'histoires Zen de la dynastie Ming. Alors il se repentit et consacra sa vie à la pratique du zen.

### Voyage et rencontre
Il voyagea encore pendant deux ans, faisant halte au temple Eigen-ji. C'est là qu'il connut sa première expérience d'éveil. Il s'enferma dans un sanctuaire du temple pendant sept jours, et atteint ce qui lui sembla être un éveil intense en entendant le son de la cloche du temple. Néanmoins, son maître d'alors refusa de reconnaître cet éveil, et Hakuin quitta le temple.
Après cela, Hakuin rencontra le maître Shoju, qui devait par la suite avoir une grande influence sur sa spiritualité. Shoju était un maître particulièrement exigeant et brusque dans sa volonté de faire atteindre à Hakuin le satori (l'Éveil). Après huit mois d'étude auprès de Shoju et plusieurs autres expériences d'éveil, Hakuin le quitta. Bien qu'il ne revît jamais Shoju par la suite (ce dernier mourut treize ans plus tard), Hakuin considéra toujours que Shoju avait été son « premier maître ».

### Retour au temple Shoin-ji
À l'âge de 31 ans, Hakuin revint à Shoin-ji, le temple où il avait été ordonné moine. Il en fut nommé abbé, une fonction qu'il tint pendant un demi-siècle. À l'âge de 41 ans, il eut une révélation finale et complète en lisant le Sūtra du Lotus, celui qu'il avait auparavant dédaigné lorsqu'il était étudiant. Il écrivit à propos de cet épisode : « Soudain, je fus pénétré du parfait, véritable et ultime sens du Lotus ».
Cet événement marqua un tournant dans la vie d'Hakuin. Ayant finalement connu l'illumination complète, il dédia le reste de sa vie à aider ses semblables à atteindre l'Éveil. Il passa les quarante années suivantes à enseigner à Shoin-ji, à écrire et à donner des enseignements. Sa renommée se propagea rapidement et bientôt des étudiants du zen vinrent de toutes les régions du pays pour étudier sous sa conduite. Une communauté entière de moines s'installa à Hara et dans les régions environnantes, et ses étudiants d'Hakuin se comptaient par centaines. Sur ce nombre, il certifia plus de quatre-vingts d'entre eux, qui furent autorisés à enseigner le « Zen de Hakuin ».

### Décès
Hakuin mourut à l'âge de 83 ans à Hara, le village dans lequel il était né, et qui était devenu un haut lieu de l'enseignement du zen.

## Écrits
Hakuin a laissé un ensemble volumineux d'ouvrages, divisé en deux parties : les œuvres sur le Dharma, rédigées en japonais (Kana hôgo) (14 volumes) et les œuvres écrites en kanbun (4 volumes).

## Peinture

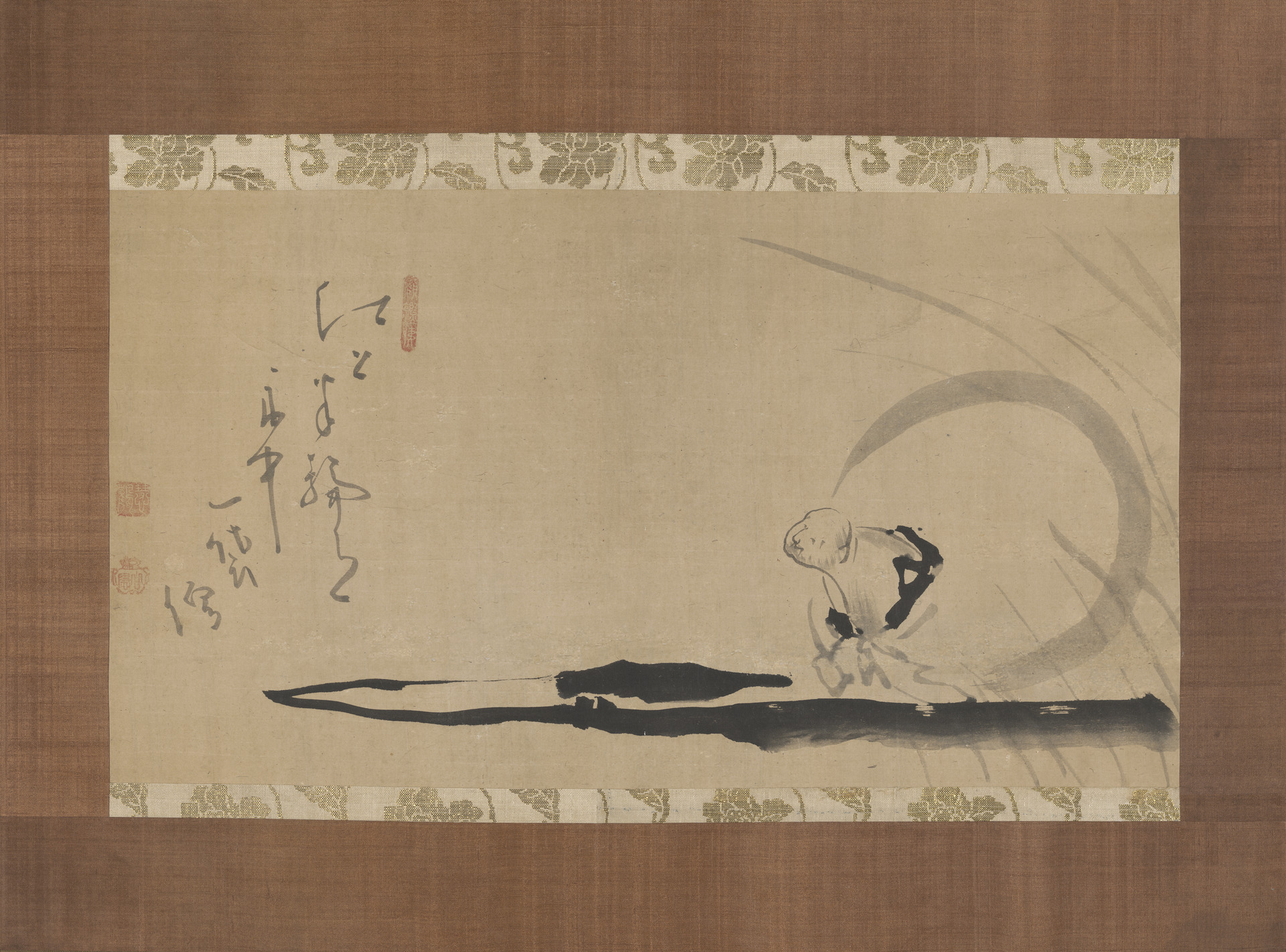
Hotei dans un bateau.

Une partie importante de la pratique du zen de Hakuin était sa peinture et sa calligraphie. Sans aucune affiliation artistique, Hakuin a peint sans souci des règles et conventions, dans le seul but de transmettre ses idées de dévotion religieuse.
Il ne s'est sérieusement mis à la peinture que tard dans sa vie, à presque soixante ans, mais il est reconnu comme l'un des plus grands peintres zen japonais. Ses peintures étaient destinées à capturer les valeurs du zen, servant en quelque sorte de « sermons visuels » extrêmement populaires parmi les laïcs de l'époque, dont beaucoup étaient illettrés. Aujourd'hui, les peintures de Bodhidharma par Hakuin Ekaku sont recherchées et exposées dans certains des plus grands musées du monde.
Il est l'auteur de nombreux autoportraits, et il a notamment influencé Soga Shōhaku.

### Œuvres traduites en français
- La bouilloire à thé, L'Originel/Accarias (Orategama (遠羅天釜?), 1749), trad. M. Shibata
  - t. I : Moi, bouilloire à portée de main, 1991, 139 p.
  - t. II : Lâcher les mains au bord du précipice, 1993, 139 p.
- « Entretien dans une barque au crépuscule », Tch'an (Zen). Racines et floraisons, Les deux océans, Hermès, n° 4, 1985, p. 351-365 (Yasen kanna (夜船閑話?), 1757), trad. R. A.
- « Yabukoji », Hakuin. Le secret de la contemplation, Dervy, 2004 (Yabukoji (藪柑子?)), trad. Erik Sablé

### Études
- (en) Norman Waddell, Wild Ivy. The Spiritual Autobiography of Zen Master Hakuin, 2010.
- (en) Philip B. Yampolsky, The Zen Master Hakuin. Selected Writings, Columbia University Press, 1971.
- Kazuaki Tanahashi, (présentation et commentaires par K. T., trad. Evelyne de Smedt,) Rien qu'un sac de peau. Le Zen et l'Art de Hakuin. Textes et calligraphies du maître zen Hakuin, Albin Michel, 1987, 154 p.  (ISBN 978-2-226-03142-6)
- D.T. Suzuki, Essais sur le bouddhisme zen (1930-1934), t. I, trad., Albin Michel, 1972.